# جيرارد كوزينسكي
جيرارد كوزينسكي (بالإنجليزية: Gerard Kosinski)‏ هو سياسي أمريكي، ولد في 1954 في فيلادلفيا في الولايات المتحدة. حزبياً، نشط في الحزب الديمقراطي. وقد انتخب عضو مجلس نواب بنسيلفانيا.